# Kínai névadás
A kínaiak neve alapvetően családnévből és utónévből áll, de az újszülöttként kapott utónév mellett a régebbi korokban a kínaiak más neveket is kaphatnak, illetve felvehetnek. A családnevek és utónevek rendszere nagyjából a hadakozó fejedelemségek korára (i. e. 5–3. század) alakult ki, korábban csak az arisztokratáknak volt nemzetség- vagy családnevük. A családnevek – akárcsak az Ázsiában beszélt nyelvek zömében és a magyarban is – megelőzik az utónevet.

## Családnevek (hszing姓)
Családnév kínai elnevezése: hszing (xing) 姓. Hagyományosan a kínai családnevek legtöbbje az úgy nevezett „egytagú családnév” (tan-hszing (danxing) 单姓), elvétve azonban találkozni úgynevezett „kéttagú családnevekkel” (suang-hszing (shuangxing) 双姓) is, melyek száma azonban igen korlátozott, alig több mint félszáz. A „kéttagú családnevek” régen gyakrabban fordultak elő, mint manapság. Olyan nevek tartoznak ide, mint például a Sze-ma (Sima) 司馬, a Csu-ko (Zhuge) 諸葛, az Ou-jang (Ouyang) 歐陽 vagy a Hszi-men (Ximen) 西門.
Az „egytagú családnevek” számáról a modern statisztikákban több adat is található. Ezek közül a legkisebb szám 3050, de létezik olyan kalkuláció is, mely szerint 5662 vagy akár 11939 családnév is létezett vagy létezik kínaiul. Hangsúlyozandó, hogy ebben már a valaha használatban levő összes kínai családnév benne foglaltatik. Igaz, hogy Kína népességéhez viszonyítva még ezek a mennyiségek sem nagy számok, a valóságban viszont néhány családnév aránytalanul túlreprezentált.
A régi történeti feljegyzésekben, a legrégebbi kínai családnevek közt olyanok is szerepelnek, mint például a Lung (Long) (Sárkány), Ma (Ló), Niu (Bivaly), Hsziung (Xiong) (Medve) vagy Hua (Virág). Ezek közül az ősi családnevek közül ma már csak a Ma (Ló) van használatban. E nevek kialakulásának magyarázata az, hogy az egy-egy közösséghez tartozó emberek a totemős nevét vették fel.
A hagyomány szerint a kínaiak 100 családból származnak, és ezeknek az ősöknek éppen 100 fajta családnevük volt, ez a lao-paj-hszing (laobaixing), vagyis „a régi 100 családnév”. A legutóbbi időkig csupán mintegy 440 körüli volt a kínai családnevek száma. Feltehetően ebből a tényből indultak el a történelmi munkák szerzői is, akik az időben visszafelé haladva kíséreltek meg magyarázatot adni és bizonyítékot találni a 100 kínai ősnemzetség létére. Való igaz, hogy jelenleg a száz leggyakoribb xing valamelyikét a kínaiak 85%-a viseli, s ezen belül is van néhány rendkívül elterjedt. A szárazföldi Kínában lakó hanok 7,9%-a Li 李, 7,4%-a Vang (Wang) 王, 7,1%-a Csang (Zhang) 張, s nem sokkal kevesebb a Liu 劉, a Csen (Chen) 陳 és a Jang (Yang) 楊. A családnév apáról fiúra öröklődik, a feleségek általában nem veszik fel férjük nevét.
Miként területileg is igen jelentős eltérések vannak a leggyakoribb kínai nevek közt, úgy a történelem folyamán ugyanez volt a helyzet. Például a Szung-dinasztia (Song-dinasztia) idején a Csao (Zhao), a Han-dinasztia korában a Liu, a Tang-dinasztia idején pedig a Li volt a leggyakoribb családnév.

## Utónevek (ming名)
A kínai utónevek (ming 名) egy vagy két szótagból állhatnak, s kiválasztásuknál nincsenek megkötések. Gyakorlatilag bármely jelentéssel bíró szó lehet utónév. Kínaiul nem létezik olyan névlista vagy utónévkönyv, amelyből a szülőknek választaniuk lehetne, illetve a gyermekük részére bármilyen általuk választott utónév kapcsán engedélyért kellene folyamodniuk, így a nálunk szokásos névnap ünnepe is ismeretlen.
A kínai nyelvészek szerint az utóneveknél, illetve az utónevekben a legkedveltebb szó a Ven (Wen) 文 (Kultúra, Írás), a második helyen a Cse (Zhi) 志 (Akarat, Szándék) áll, utána a Ji (Yi) 意 (Jószándék), a Ja (Ya) 雅 (Elegáns), a Ming 明 (Fényes/Okos), a Huj (Hui) 慧 (Értelmes) és a Hung (Hong) 宏 (Hatalmas) szavak következnek.
A születendő gyermeknek a kínai szülők igyekeznek kellemesen hangzó, pozitív jelentésű, szerencsés értelmű nevet adni, hiszen a névvel a születendő gyermek jövőjéről szóló jókívánságaikat is kifejezik az emberek. Ezért jelennek meg a kínai nevekben a szerencsés életet, gazdagságot kifejező jókívánságok, a kiváló testi és lelki tulajdonságok, de akár a szép természeti jelenségek, vagy bármilyen tetszetős dolgok is.
Természetesen Kínában is vannak férfi és női nevek. Ez utóbbiak a nyugodtsággal, higgadtsággal, érzelmekkel, virágokkal, madarakkal, és ékszerekkel vannak kapcsolatban, mint például a Mej (Mei) 美 (Gyönyörű), Hua 华 (Virág), Feng 凤 (Főnix), Huan 环 (Gyűrű), Jin (Yin) 银 (Ezüst), Jan 艳 (Csábos). A női neveknél gyakran találkozunk megkettőzött szavakkal, mint például a Hsziu-hsziu (Xiuxiu) 秀秀 (Szépséges), vagy Li-li (Lili) 丽丽 (Gyönyörű).
Ez a játékosság a férfineveknél nem jellemző. A férfinevek az ősök iránti tiszteletet, harci erényeket, és természetesen minden más férfiúi erényt hivatottak kifejezni. Tipikus férfinevek ezek szerint a Sao-cu (Shaozu) 绍祖 (Becsületet szerez az ősöknek), Csen-pang (Zhenbang) 镇邦 (Megfiatalítja az országot), Kang (Gang) 钢 (Acél), Cse-csien (Zhijian) 志堅 (Rendíthetetlen lelkierő), Csin-szung (Jinsong) 劲松 (Erős fenyő).
Mivel a névadás már a gyermek születése előtt megtörténik, Kínában sok lány fiúkhoz illő nevet visel. Ebben a közismert, fiú utód utáni vágy kínai hagyománya érhető tetten.
Kínában nem szokás híres ember nevét vagy a közeli rokonságban már előforduló nevet választani a gyermekeknek. Elvétve sem találkozni olyannal, hogy apa és fia akár több nemzedékre visszamenően ugyanazt a nevet viseljék.
Az utónevek használatát hagyományosan igen sok előírás, szokás, szabály és tabu érintette. Régen az uralkodó nevét nemcsak leírni és kimondani volt tilos, hanem az azonos nevű embereket névváltoztatásra is kötelezték. De a gyermekek ugyanígy nem mondhatták ki, és nem írhatták le a szüleik nevét sem. Ma már nem élnek ezek a tilalmak, de ma sem szokás az embereknek a utónevükön szólítani a szüleit. Sőt, igen közeli barátságban kell ahhoz lenni, hogy két ember egymást az utónevükön szólítsa.
A Kínai Népköztársaság kikiáltása után szokásba jött a gyermekeknek történelmi jelentőségű nevet adni. Innen származik a Csien-kuo (Jianguo) 建国 (Építi az országot), Csie-csün (Jianjun) 建军 (Építi a hadsereget) vagy ide tartozik a Kuo-csing (Guoqing) 国庆 (Nemzeti ünnep) utónév is, amelyet jelenleg nem kevesebb, mint 400 ezer kínai visel. A kulturális forradalom idején a Hung (Hong) 红 (Vörös), illetve forradalmi jelentésű nevek voltak nagyon népszerűek, mint amilyen például a Jung-hung (Yonghong) 永红 (Mindörökre vörös) volt, de ebből az időszakból származik a Csao-jang (Chaoyang) 朝阳 (A nap felé) név is. Több ezren viselnek olyan utóneveket is, mint Zeren 責任 (Kötelezettség), Shebao 社保 (Szociális biztonság) vagy Minzhu 民主 (Demokrácia). A reform és nyitás politikája az utónevek területén is éreztette hatását. Megjelentek az olyan régi-új nevek, mint a Cse-fu (Zhifu) 志福 (Meggazdagszik), vagy a Hszing-hua (Xinghua) 兴华 (Felvirágoztatja Kínát).
Az aktuális események a mai napig hatással vannak a névadási gyakorlatra. A pekingi olimpia kapcsán mintegy 3 500 kínai családban választották az „olimpia” jelentésű, utónévként eleddig ismeretlen Aoyun 奥运 nevet a gyermekük számára. Mivel az utónév-adásnak Kínában nem léteztek szigorú szabályai, így az elmúlt évtizedben számos egyéni, már-már extrém név is született. Jó néhány szülő annyira különleges nevet szeretett volna adni gyermekének, hogy latinbetűs kifejezéseket, arab számokat, rövidítéseket vagy olyan szimbólumokat választottak, mint például a @. Mivel még a kínai hatóságok, adminisztratív egységek, szervezetek sem mindenhol komputerizáltak, így a hatóságok végül is megtiltották a nem kínai írásjegyekkel írt utónevek felvételét.

## Regionális változatok

### Tajvan
A Tajvanon élő kínai lakosság körében a személynevek használata megegyezik a szárazföldi Kínában élőkével, a szigetország nem kínai etnikumú őslakói pedig az asszimilációs folyamat részeként kínai neveket vettek fel. E legjelentősebb eltérés a tajvani és a szárazföldi kínai családnevek számában, pontosabban az egyes családnevek gyakoriságban figyelhető meg. Tajvanon például a leggyakoribb családnévnek a Csen (Chen) 陳 számít, melyet a teljes lakosság mintegy 11%-a visel.
A tíz leggyakoribb tajvani családnév rangsorát (összehasonlítva a Kínai Népköztársaságban mért gyakoriságával) az alábbi táblázat mutatja:
| Név   | Tajvani gyakoriság | Kínai gyakoriság | Pinyin | Pe̍h-ōe-jī | Más latinbetűs átírások                |
| ----- | ------------------ | ---------------- | ------ | --------- | -------------------------------------- |
| 陳/陈 | 1                  | 5                | Chén   | Tân       | Chen, Chan, Csen                       |
| 林    | 2                  | 16               | Lín    | Lîm       | Lin, Lam                               |
| 黃    | 3                  | 8                | Huáng  | N̂g        | Huang, Wong, Hwang, Ung                |
| 李    | 4                  | 1                | Lǐ     | Lí        | Li, Lee, Le, Ly                        |
| 張/张 | 5                  | 3                | Zhāng  | Tiuⁿ      | Zhang, Cheung, Chang, Teo, Teoh, Csang |
| 王    | 6                  | 2                | Wáng   | Ông       | Wang, Wong, Vang                       |
| 吳/吴 | 7                  | 10               | Wú     | Ngô͘       | Wu, Ng, Goh, Vu                        |
| 劉/刘 | 8                  | 4                | Liú    | Lâu       | Liu, Lau, Liou                         |
| 蔡    | 9                  | 32               | Cài    | Chhòa     | Cai, Choi, Tsai, Choy, Caj             |
| 楊/杨 | 10                 | 6                | Yáng   | Iûⁿ       | Yang, Yeung, Jang                      |

Érdekesség, hogy a tajvani presbiteriánus keresztény felekezetűek között igen elterjedt a Kai 偕 családnév használata, amely nem egy hagyományos kínai családnév, a szárazföldi Kínában családnévként nem használatos. Ennek oka, hogy a tajvani presbiteriánusok tiszteletből vették fel George Leslie Mackay (1844–1901), kanadai származású misszionárius kínai nevében (Má Kai 馬偕 vagy Kai Jōe-lí 偕叡理) szereplő szót családnévként. Tajvanon más vallási felekezetűek között efféle hagyomány nem tapasztalható.
Az utónevek tekintetében Tajvanon hasonló a gyakorlat, mint a szárazföldi Kínában, azzal a különbséggel, hogy a tajvani kínaiak kevésbé kedvelik a csupán egytagú utóneveket.
Régebben előfordult, hogy az utónevek tekintetében a népi vallásosság hatására a szülők eltértek a hagyományoktól. Bizonyos esetekben a gyerekeknek – a jövendőmondók tanácsát megfogadva – egyfajta védőnévként igen rendhagyó utóneveket adtak. Így fordulhatott elő, hogy példának okáért egy betegeskedő fiúgyermek a Ti-sái 豬屎, vagyis „Sertésürülék” nevet kapta, amelytől azt várták, hogy távol tartja a gonosz kísérteteket, ártó szellemeket a gyermektől. A leánygyermekek pedig ugyanilyen okok miatt kaphatták például a Bóng-chhī 罔市 utónevet, melynek hozzávetőleges jelentése: „csak jobb híján tartott ”.
A becenevek – más néven a „gyermeknevek” (gin-á-mia 囝 仔) – képzésekor Tajvanon azt az eredetileg Fucsien (Fujian)ből származó gyakorlatot követik, hogy az utónév (vagy kéttagú utónevek esetén az utolsó tag) elé az A- (阿) prefixumot illesztik. Az emberek azonban magukat soha sem nevezik meg a becenevükön.

### A kínai diaszpórák névhasználata
Az Egyesült Államokban élő kínaiak névhasználatára jellemző, hogy egy saját maguk által választott, vagy szüleiktől kapott angol utónevet az eredeti kínai nevük elé illesztik, és a kínai nevük sorrendjét is felcserélik. Példának okáért egy eredetileg Soong Chu-yu nevű illető neve így lesz James Chu-yu Soong.
A Malajziában és Szingapúrban élő kínaiaknak hivatalosan is engedélyezett, hogy egy nyugati utónevet akár az eredeti kínai nevük előtt vagy után használjanak. Így például Szingapúr korábbi miniszterelnök-helyettese (Tan Keng Yam 陈庆炎) egyaránt használhatja nevének a Tan Keng Yam Tony vagy a Tony Tan Keng Yam változatát is. Hivatalos névlistákban, amikor a lista kezelhetősége miatt a családnévnek kell elöl állni, nyugati mintára általában azt a gyakorlatot választják, hogy a kínai név áll elöl, míg a nyugati nevet egy vesszővel választják el: Tan Keng Yam, Tony. Ez természetesen nem jelenti azt, hogy a vessző előtt álló valamennyi név az illető családneve lenne.
Hongkongban elsősorban a nyomtatott sajtóban a kínai-angol kevert személynevek esetében ugyanazt a gyakorlatot követik, mint az Egyesült államokban. Így tehát ott a következőképpen használhatnak és írhatnak le egy nevet: Donald Tsang Yam-kuen. Ezzel szemben a hivatalos okmányokban az illető latinbetűs nevének átírásakor a családnevet mindig nagybetűvel írva emelik ki, és vesszővel választják el az utónévtől: TSANG, Yam Kuen Donald. Vannak olyan kínai származású személyek, akik az Egyesült Államokban vagy Európában élve még hivatalos irataikban sem használják a kínai utónevük latinbetűkkel átírt változatát: Henry Lee, Peter Vincent Cheng vagy Bruce Lee. A Makaón élő kínaiak egy része portugál utóneveket visel, így személynevük sorrendjét illetően is a portugál mintát követik, például: Carlos do Rosário Tchiang.

## Kínai névhasználat a nem-kínaiak körében
Kína soknemzetiségű ország lévén gyakorta felmerülő jelenség, hogy a különböző nemzetiségekhez tartozók milyen nevet is használnak, hiszen az adminisztratív teendőket annak ellenére kínai nyelven kell végezniük, hogy ők maguk nem kínai anyanyelvűek, sőt az eredeti nevük sem kínai. Ebben az esetben az eredeti nevük kínai írásjegyekkel történő átírása szerepel az okmányaikban. Példának okáért az ujgur nemzetiséghez tartozó Örkesh Dölet kínai neve: Vuerkajhszi Tolajti (Wu’erkaixi Duolaiti) 吾尔开希•多莱提, amelyről már ránézésre látszik, hogy nem hagyományos kínai név.
Hasonlóképpen járnak el a kínai médiában szereplő külföldi személyek neveivel is. Minden ilyen esetben átírást használnak, például: Brad Pitt – Pulatö Pitö (Bulate Pite) 布拉德皮特; Barack Obama – Pejlakö Opama (Beilake Oubama) 贝拉克·奥巴马; Orbán Viktor – Oörpan Vejköto (Ouerban Weiketuo) 欧尔班·维克托.
Olyan személyek esetében, akik napi kapcsolatban állnak kínaiakkal – akár Kínában, akár egy kisebb kínai diaszpórán belül – (pl. tudósok, művészek vagy Kínában élő személyek) bevett gyakorlat, hogy kínai nevet vesznek fel, vagy a kínaiak egy kínai nevet „ajándékoznak” a számukra. Az ilyen külföldiek általában maguk is tudnak kínaiul. A választott vagy adományozott kínai nevük túl azon, hogy illeszkedik a kínai névadás formai követelményeihez, a legtöbb esetben hangzásában is utal a viselője eredeti nevére, vagy nevének valamelyik részére. Például: Miklós Pál – Mi Paj (Mi Bai) 米白.

## Történeti nevek

### Adott nevek (zi字)
A régi Kínában az elit tagjai életük során több nevet is viseltek. 20 éves korukban, felnőtté válásukkor a férfiak – általában két szótagból álló – adott nevet (ce (zi) 字) kaptak, innentől fogva eredeti utónevükön csak szüleik, idősebb rokonaik szólíthatták őket, a velük egyenrangúaknak az adott nevet volt illő használni, ám az embernek saját magára az utónevén kellett hivatkoznia. Az adott név gyakran valamiképpen utalt az eredeti utónévre. A császárok utóneve névtabu alá esett, vagyis uralkodásuk alatt az uralkodók mingjében szereplő írásjegyeket tilos volt leírni; ugyanígy, a szülőtisztelő ember sosem írhatta le szülei utónevét.

### Felvett nevek (hao號)
A régi Kínában írástudó, művész idővel úgy nevezett „felvett nevet” (hao 號) is választott saját magának (vagy kapott másoktól), s például ezen a néven jelentette meg műveit. A felvett név általában az illető személyiségére, lakóhelyére, kedvtelésére stb. utalt. Mindezek mellett léteztek még ragadványnevek, diáknevek, szerzetesi nevek, írói nevek, tiszteleti nevek stb.

### Halotti nevek (shi諡)
A kivételesen kiemelkedő személyiségek haláluk után – érdemeikre utaló – „halotti nevet” (si (shi) 諡) is kaptak, amelyen az utókor emlegette őket, az életükben használt név helyett.

### Templomi nevek (miaohao廟號)
Az elhunyt uralkodóknak emellett még úgynevezett „templomi nevet” (miao-hao (miaohao) 廟號) is adtak, amelyen a nekik bemutatott áldozatok során emlegették őket. A kéttagú templomi névben dinasztiaalapítóknál csaknem mindig szerepelt a Cu (Zu) 祖 („ősatya”), a további császároknál pedig a Cung (Zong) 宗 („ős”) írásjegy.

### Uralkodási éra (nianhao年號)
Szigorúan véve az uralkodási éra neve nem személynév, hanem egy adott uralkodási korszakra utal. Így például a Kanghszi (Kangxi) 康熙 (1654–1722) néven emlegetett császárt helyesebb lenne a „Kanghszi (Kangxi)-éra császáraként" fordítani. A Ming- és a Csing (Qing)-dinasztia császárai egyetlen uralkodási érát hirdettek meg egész uralkodásuk során, korábban viszont általános gyakorlatnak számított, hogy egy-egy jelentősebb, fordulópontnak tartott esemény után új korszakot, érát hirdettek meg az uralkodók, és ezt követően az éveket nem a trónra lépésüktől, hanem az új korszak kezdetétől számították.

## Fordítás
- Ez a szócikk részben vagy egészben  a   Chinese name című angol Wikipédia-szócikk ezen változatának fordításán alapul.  Az eredeti cikk szerkesztőit annak laptörténete sorolja fel. Ez a jelzés csupán a megfogalmazás eredetét és a szerzői jogokat jelzi, nem szolgál a cikkben szereplő információk forrásmegjelöléseként.